# Mathieu Nab
C.M. (Mathieu) Nab (Leidschendam, 22 februari 1965) is een Nederlands beeldhouwer.

## Leven en werk
Nab studeerde tot 1989 beeldhouwkunst aan de Rijksakademie van beeldende kunsten in Amsterdam. Hij is in de Beeldentuin Endegeest aan de Endegeesterstraatweg in Oegstgeest vertegenwoordigd met vijf sculpturen. Nab werd in 2009 uitgenodigd voor deelname deel aan de tijdelijke expositie ArtZuid in Amsterdam met zijn beeld Kop uit 2004.
De kunstenaar woont en werkt in Amsterdam.

## Werken (selectie)
- Tete (1993), Bergen
- Totem (1994), Beeldentuin Endegeest in Oegstgeest
- La Donna Mobilé (1996), Oegstgeest
- Paard en tafel, Amsterdam
- Amphora (1996), Oegstgeest
- Zonder titel (1997), Oegstgeest
- Thinking (1997), Geldermalsen
- Sphinx (2000), Oegstgeest
- Dream horse (2000), Amsterdam
- De Wachter, drie delen (2002), Meteren
- De Stap (2004), J.A.L. van Meertenstraat in Meteren
- Black head (2008), Weert

## Fotogalerij

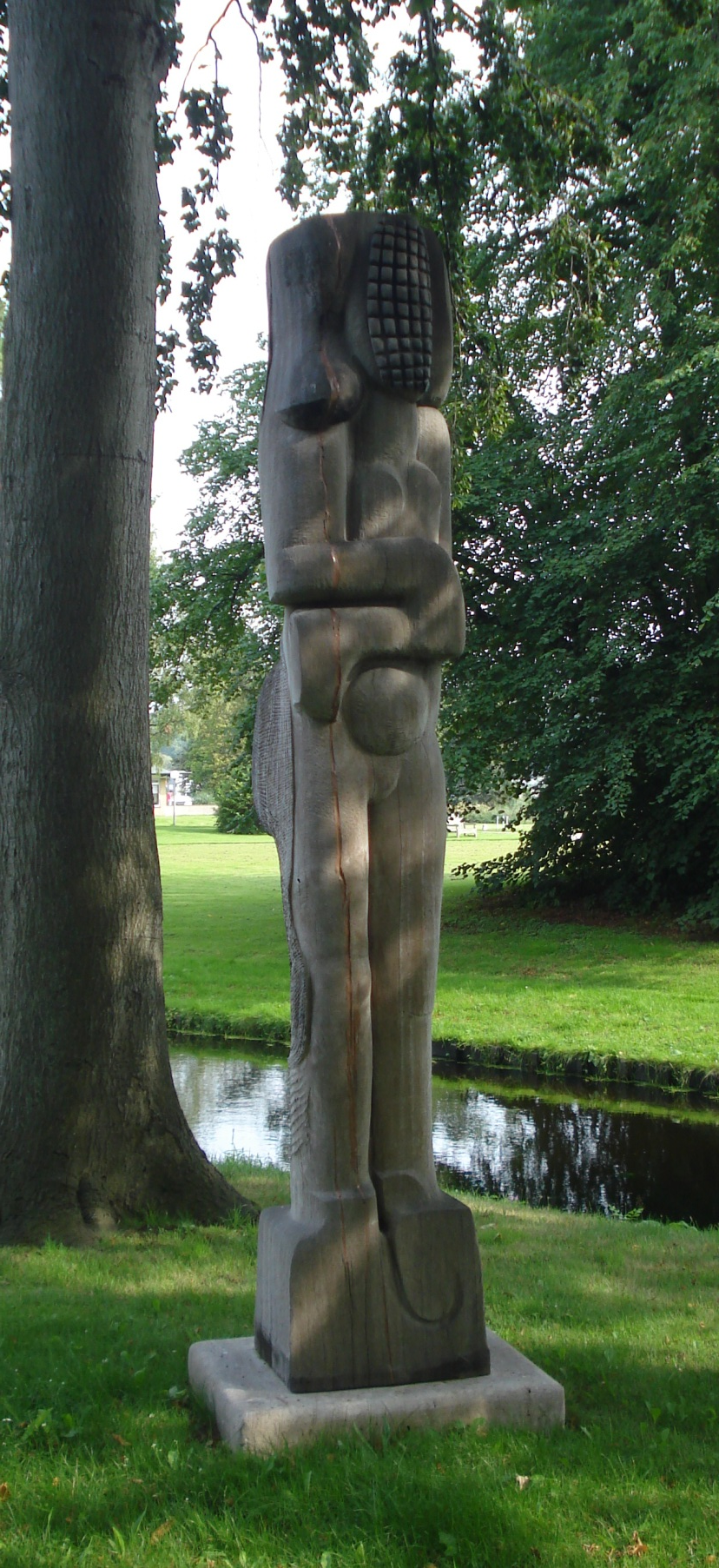
Totem (1994), Oegstgeest
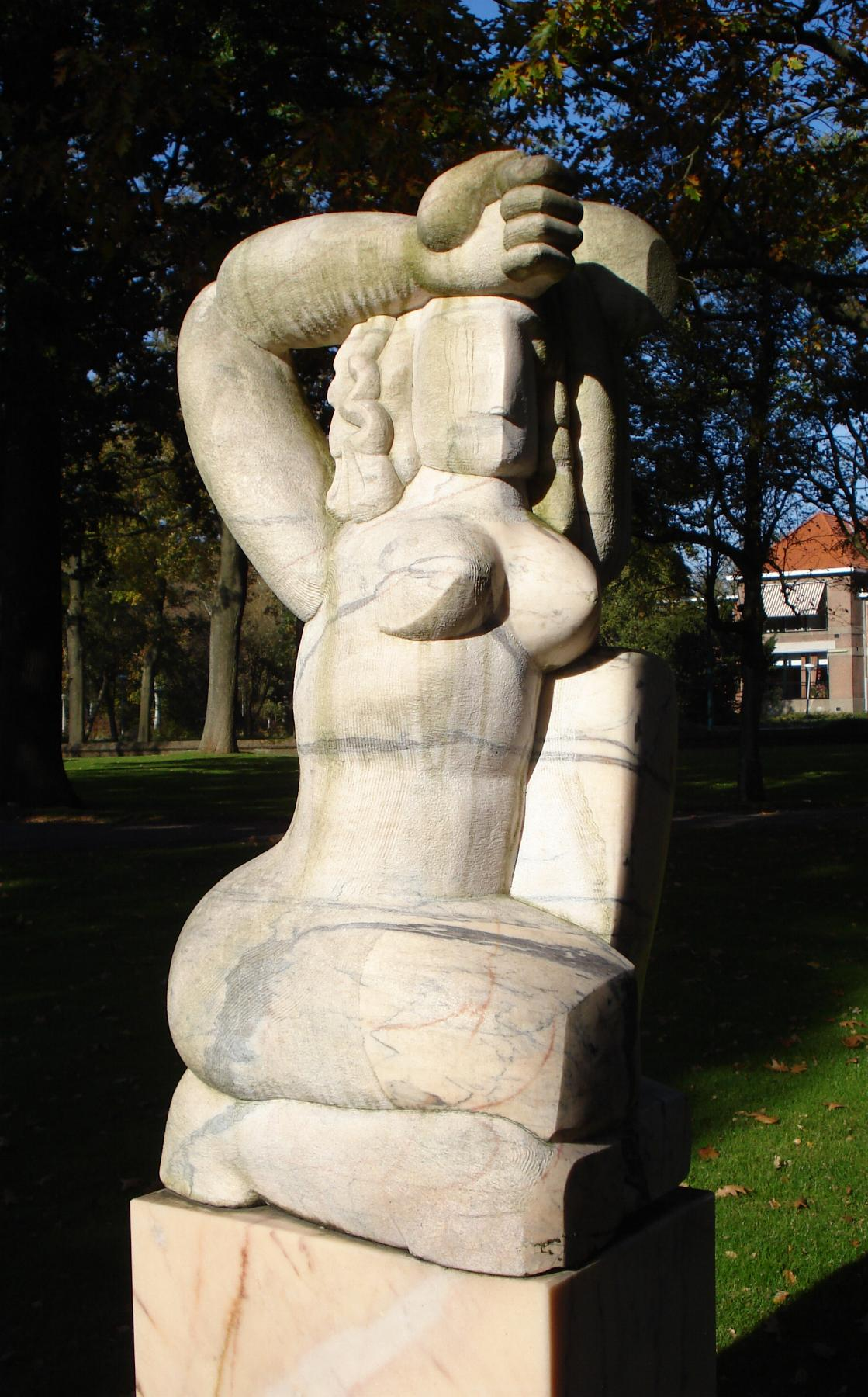
La Donna Mobilé (1996), Oegstgeest
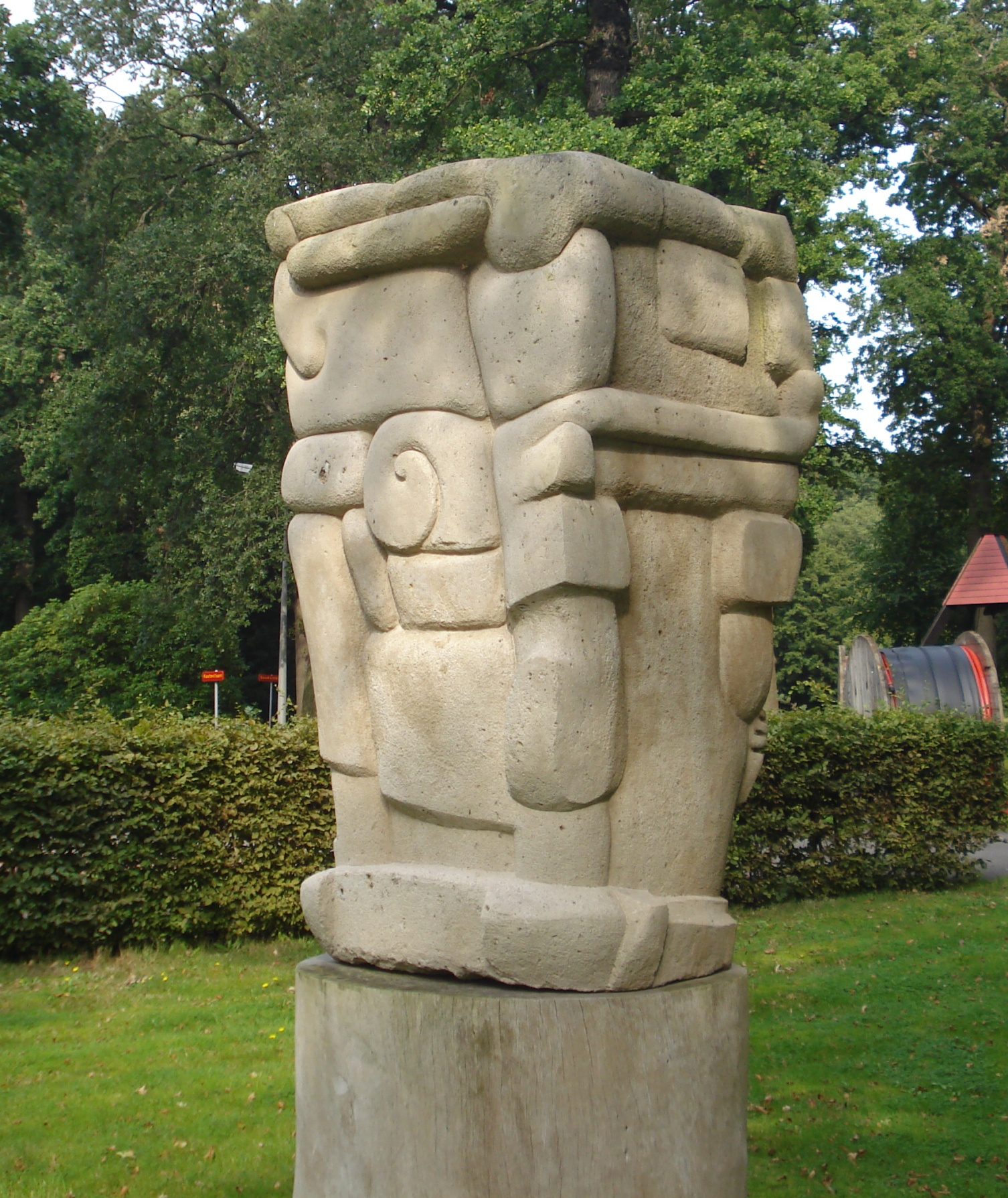
Amphora (1996), Oegstgeest
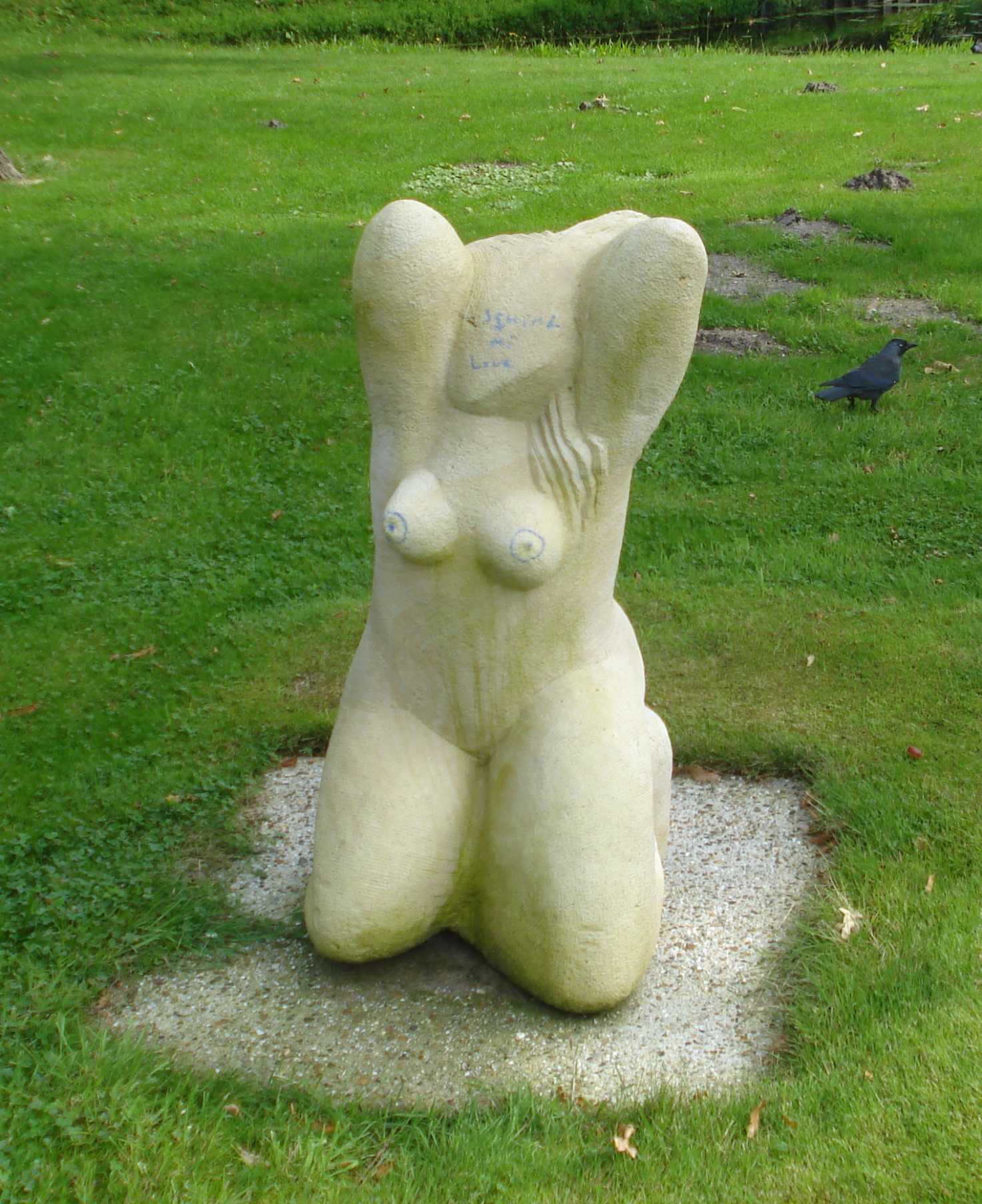
Zonder titel (1997), Oegstgeest
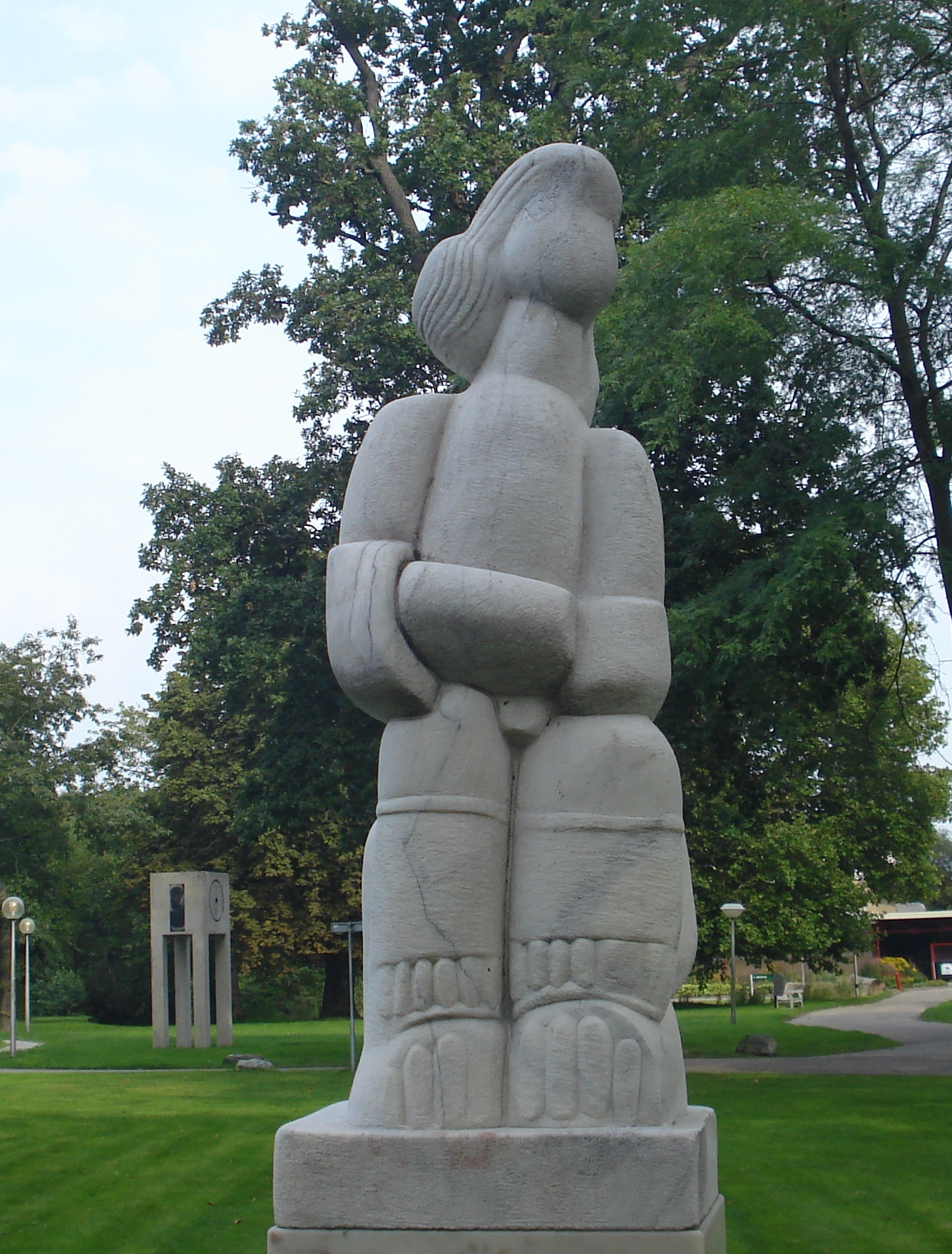
Sphinx (2000), Oegstgeest
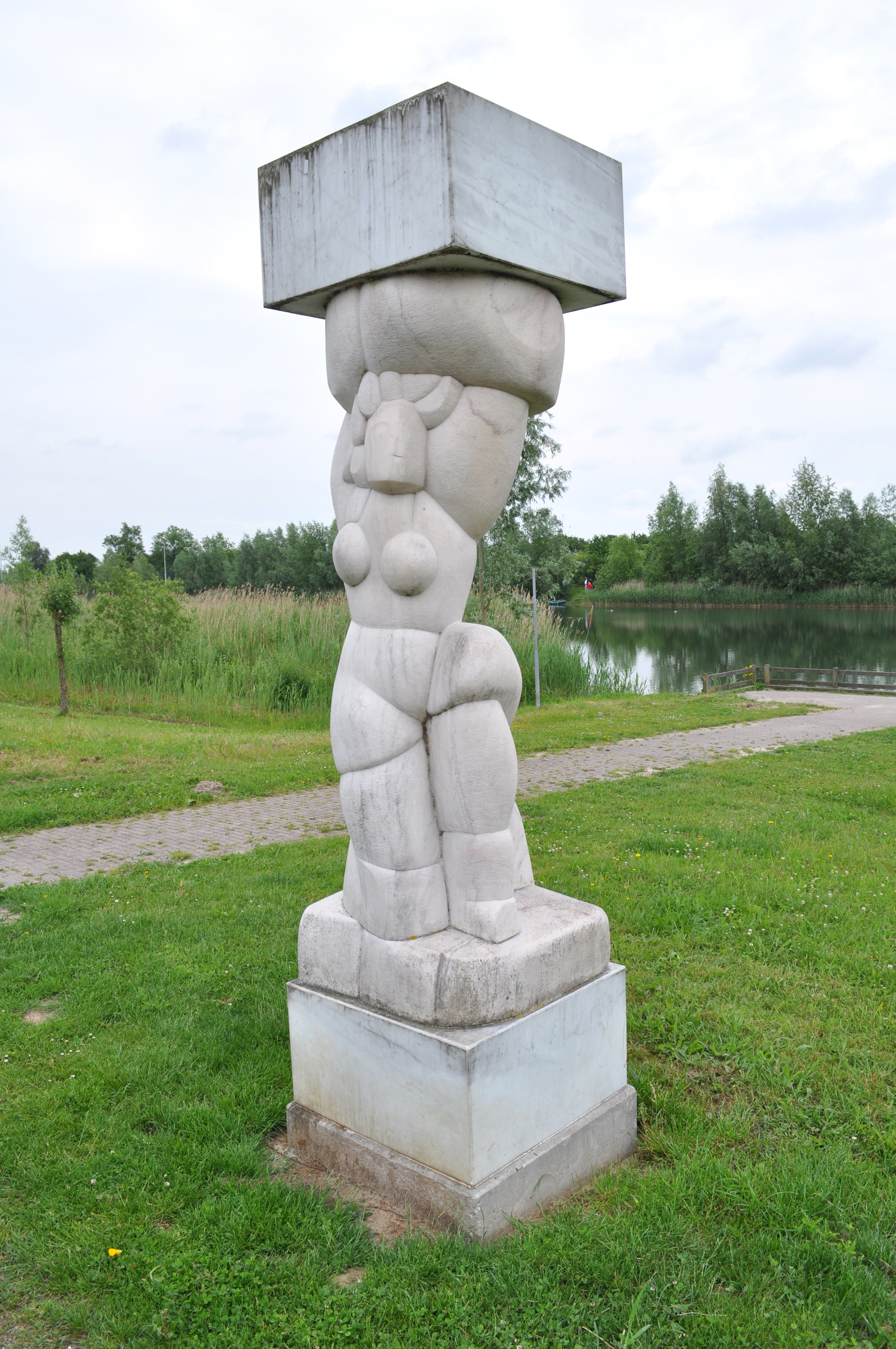
Wachters - I (2002), Meteren
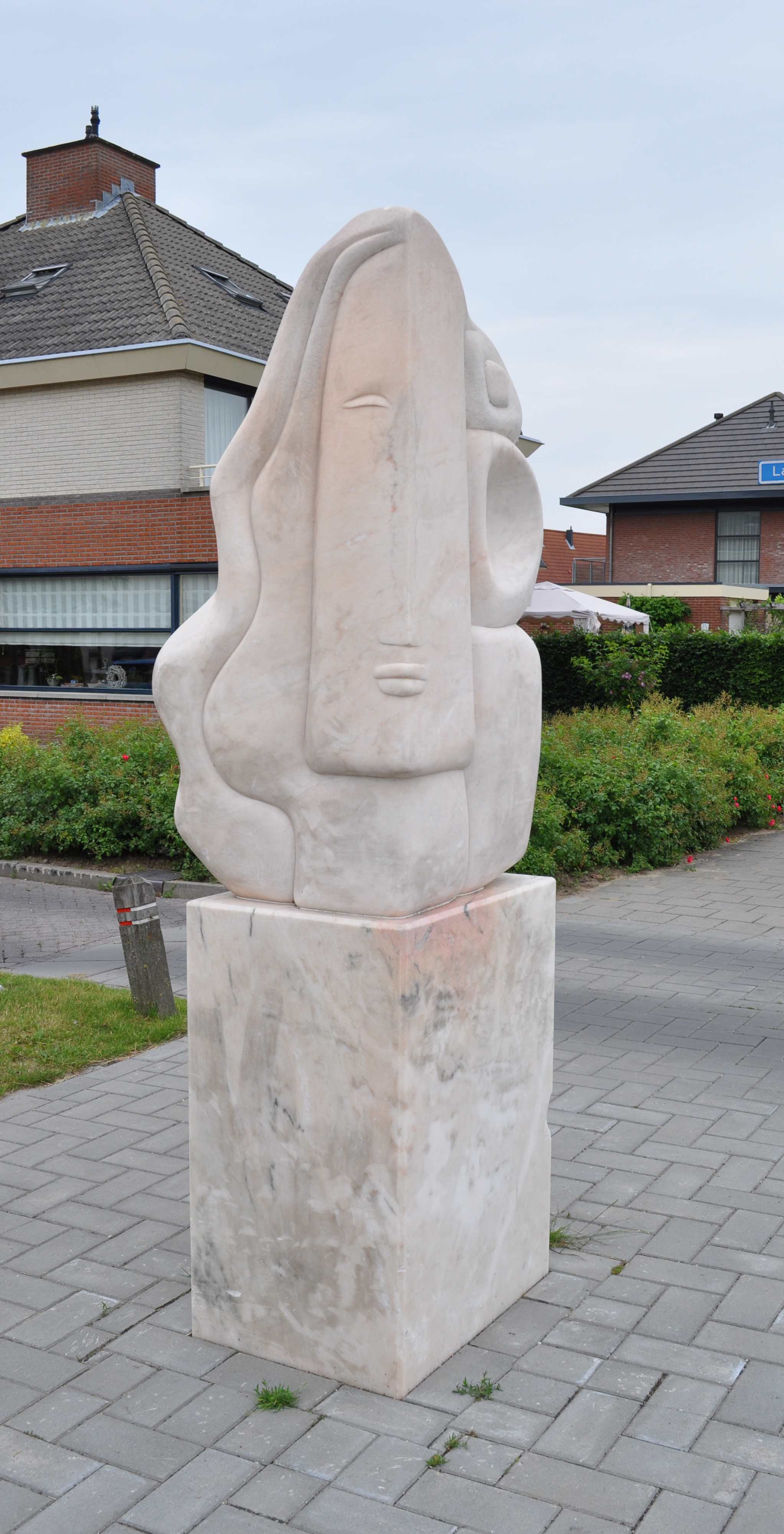
Wachters - II (2002), Meteren